# Zbigniew Bródka
Zbigniew Marcin Bródka, né le 8 octobre 1984 à Głowno, est un patineur de vitesse polonais.

## Biographie
En 2014, il devient champion olympique du 1 500 m à Sotchi avec une marge de trois millièmes sur le Néerlandais Koen Verweij. Il apporte ainsi la première médaille d'or à la Pologne en patinage de vitesse dans l'histoire des Jeux olympiques. Il travaille également comme sapeur pompier à Łowicz.
Il est choisi comme porte-drapeau lors de la cérémonie d'ouverture des Jeux olympiques d'hiver de 2022

## Palmarès
- Jeux olympiques d'hiver

### Jeux olympiques d'hiver
| Épreuve / Édition   | 500 mètres | 1 000 mètres | 1 500 mètres                   | 5 000 mètres | 10 000 mètres | Mass start | Poursuite par équipes               |
| JO 2010 Vancouver   | —          | —            | 27e                            | —            | —             | —          | —                                   |
| JO 2014 Sotchi      | —          | 14e          | Médaille d'or, Jeux olympiques | —            | —             | —          | Médaille de bronze, Jeux olympiques |
| JO 2018 Pyeongchang | —          |              | 12e                            | —            | —             | —          | —                                   |

Légende :
- : première place, médaille d'or
- : deuxième place, médaille d'argent
- : troisième place, médaille de bronze
- : pas d'épreuve
- — : Non disputée par le patineur
- DSQ : disqualifiée

### Championnats du monde
- Médaille de bronze en poursuite par équipes en 2013 à Sotchi

### Coupe du monde
- Vainqueur du classement du 1 500 m en 2013